# Зырянова, Валентина Марковна
Валентина Марковна Зырянова (22 мая 1927 — 14 сентября 2016) — передовик советского сельского хозяйства, бригадир совхоза «Уковский» Нижнеудинского района Иркутской области, Герой Социалистического Труда (1971). Делегат XXIV съезда КПСС. 

## Биография
Родилась 22 мая 1927 году в Большежилкина Усольского района Иркутской области. В 1946 году завершила обучение в Иркутском соахоз-техникуме и получила специальность ветеринара.
Зырянова с 1949 года трудилась ветеринарным врачом в совхозе "Уковский", затем была назначена зоотехником, а позже стала трудиться в должности бригадира.
В бригаде Валентины Зыряновой было семь свинарников, в которых содержалось более 7,5 тысяч голов свиней. Ежедневный привес бригада получала по 500 граммов на каждую закреплённую голову. Продукция производимая в бригаде Зыряновой была высокого качества и самой лучшей в Иркутской области.  
За выдающиеся успехи, достигнутые в развитии сельскохозяйственного производства и выполнении пятилетнего плана продажи государству продуктов земледелия и животноводства, Указом Президиума Верховного Совета СССР от 8 апреля 1971 года Валентине Марковне Зыряновой было присвоено звание Героя Социалистического Труда с вручением ордена Ленина и золотой медали «Серп и Молот».
В дальнейшем продолжала трудовую деятельность. Была делегатом XXIV Съезда КПСС. Являлась членом Иркутского обкома партии.
Проживала в посёлке Магистральный Казачинско-Ленского района Иркутской области. Умерла 14 сентября 2016 года.

## Награды
За трудовые успехи удостоена:
- золотая звезда «Серп и Молот» (08.04.1971),
- орден Ленина (08.04.1971),
- Орден Трудового Красного Знамени (22.03.1966),
- другие медали.